# Клетешть
Клетешть, Клетешті (рум. Clătești) — село у повіті Келераш в Румунії. Входить до складу комуни Мітрень.
Село розташоване на відстані 51 км на південний схід від Бухареста, 58 км на захід від Келераші.

## Населення
За даними перепису населення 2002 року у селі проживали 654 особи, усі — румуни. Усі жителі села рідною мовою назвали румунську.